# تاریخ کیلیکیه
تاریخ کیلیکیه (انگلیسی: History of Cilicia), بررسی‌های تاریخی ناحیه‌ای است که یکی از مهم‌ترین مناطق خاورمیانه در طول تاریخ بوده و میزبان تمدن‌های هیتی، رومی، ارمنی و اسلامی بوده‌است، این سرزمین را ارمنستان کوچک نیز خوانده‌اند و از نظر تاریخی بسیاری آن را بخشی از سرزمین شام می‌دانند. کیلیکیه (Cilicia) منطقه‌ای است باستانی در جنوب شرقی آسیای صغیر که تا امتداد ساحل دریای مدیترانه، جنوب کوه‌های توروس، گسترش داشته‌است.
سرزمین کیلیکیه یکی از سکونتگاه‌های کهن بشری است که نام آن در بسیاری از متون مربوط به دورهٔ باستان به ثبت رسیده و به سبب موقعیت حساسش همواره در طول تاریخ مورد توجه فاتحان بوده‌است. ناحیهٔ باستانی کاتائونیا و رود ساروس (رودخانه‌ای بسیار پراهمیت در طول تاریخ)، در این ناحیه قرار دارند.
نبرد ساروس نبردی بود که بین امپراتوری روم شرقی (بیزانس) به فرماندهی هراکلیوس و شاهنشاهی ساسانی به فرماندهی سپهبد شهربراز، در این ناحیه درگرفت.
در دورهٔ سلوکیان اینجا میدان درگیری جانشینان اسکندر بود و سرانجام دولت سلوکی توانست کنترل بخش خاوری کیلیکیه را نگاه‌دارد. در برهه‌ای از تاریخ این ناحیه صحنه قتل‌عام و نسل‌کشی ارمنی‌ها بوده‌است.

## نگارخانه

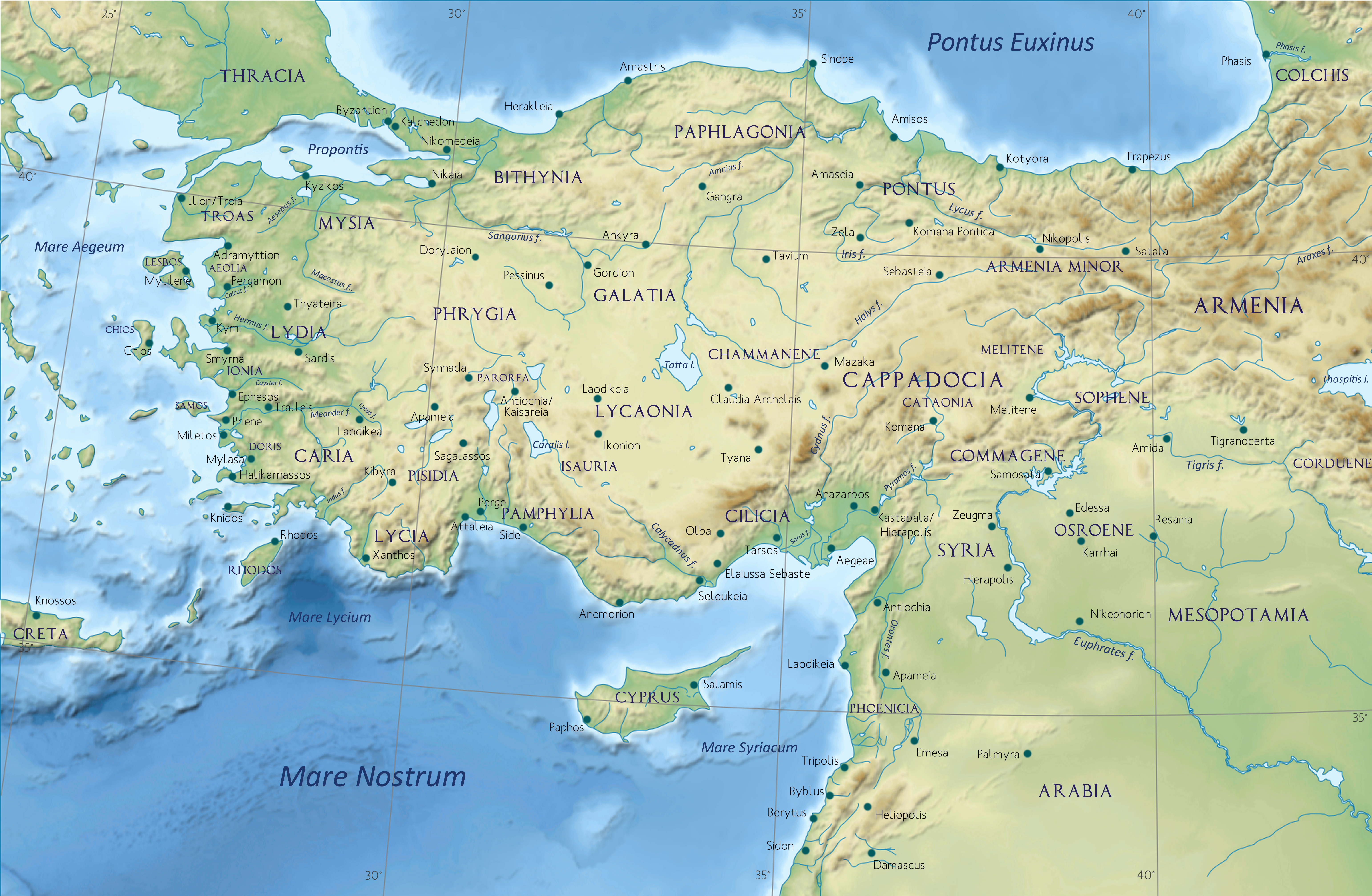
موقعیت کیلیکیه در نواحی باستانی آناتولی
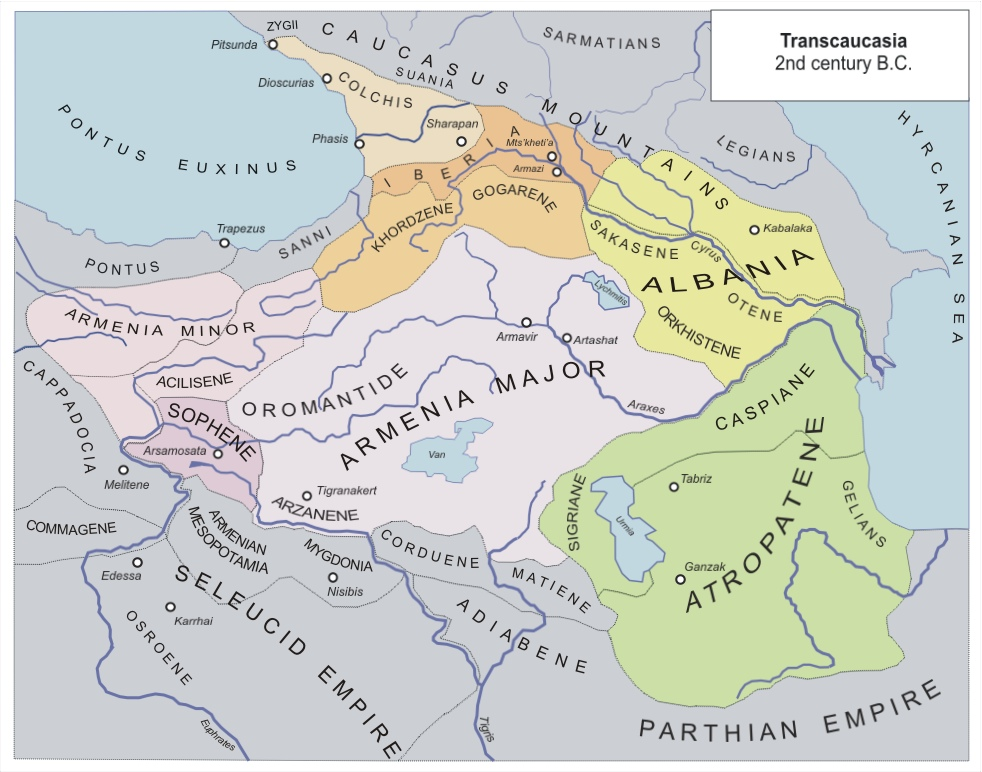
قفقاز در قرن دوم قبل از میلاد
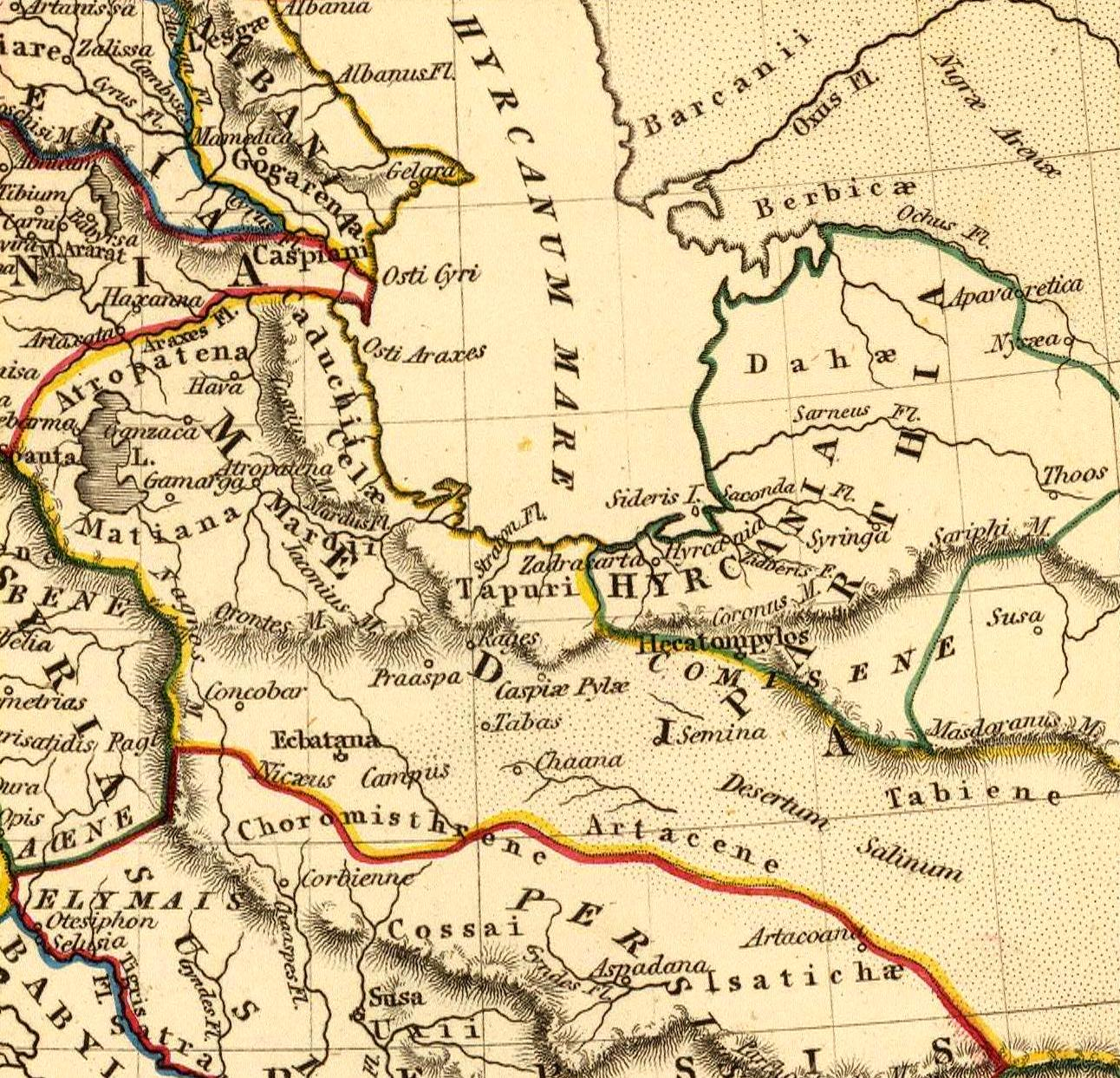
موقعیتها در قرن دوم قبل از میلاد، در غرب سپیدرود